# أنطون كرامينكو
أنطون كرامينكو (مواليد 27 يناير 1984) هو سبّاح قيرغيزستاني، مثّل بلاده في الألعاب الأولمبية الصيفية 2004.

## روابط خارجية
أنطون كرامينكو على موقع الاتحاد الدولي للسباحة (الإنجليزية)
- أنطون كرامينكو على موقع أوليمبيديا (الإنجليزية)